# Dorothee Schneider
Dorothee Schneider (Magonza, 17 febbraio 1969) è una cavallerizza tedesca.

## Palmarès
- Giochi olimpici

Londra 2012: argento nel dressage a squadre.
Rio de Janeiro 2016: oro nel dressage a squadre.